# San Juan de los Reyes, Moloacán
San Juan de los Reyes är en ort i Mexiko.   Den ligger i kommunen Moloacán och delstaten Veracruz, i den sydöstra delen av landet, 500 km öster om huvudstaden Mexico City. San Juan de los Reyes ligger 72 meter över havet och antalet invånare är 270.
Terrängen runt San Juan de los Reyes är platt. Runt San Juan de los Reyes är det ganska glesbefolkat, med 38 invånare per kvadratkilometer. Närmaste större samhälle är Agua Dulce, 14,4 km nordost om San Juan de los Reyes. Omgivningarna runt San Juan de los Reyes är en mosaik av jordbruksmark och naturlig växtlighet.